# Grischa Prömel
Grischa Prömel (Stuttgart, 9 de enero de 1995) es un futbolista alemán que juega como centrocampista para el TSG 1899 Hoffenheim.

## Clubes
| Club                   | País     | Año       |
| ---------------------- | -------- | --------- |
| TSG 1899 Hoffenheim II | Alemania | 2014-2015 |
| Karlsruher S. C.       | Alemania | 2015-2017 |
| 1. F. C. Union Berlin  | Alemania | 2017-2022 |
| TSG 1899 Hoffenheim    | Alemania | 2022-     |

## Selección nacional

### Participaciones en categorías inferiores
| Competición                             | Sede   | Resultado | Partidos | Goles |
| --------------------------------------- | ------ | --------- | -------- | ----- |
| Juegos Olímpicos de Río de Janeiro 2016 | Brasil | Plata     | 4        | 0     |

## Palmarés

### Campeonatos internacionales
| Título           | Club                  | País           | Año  |
| ---------------- | --------------------- | -------------- | ---- |
| Juegos Olímpicos | Selección de Alemania | Río de Janeiro | 2016 |